# Carlo Torniamenti

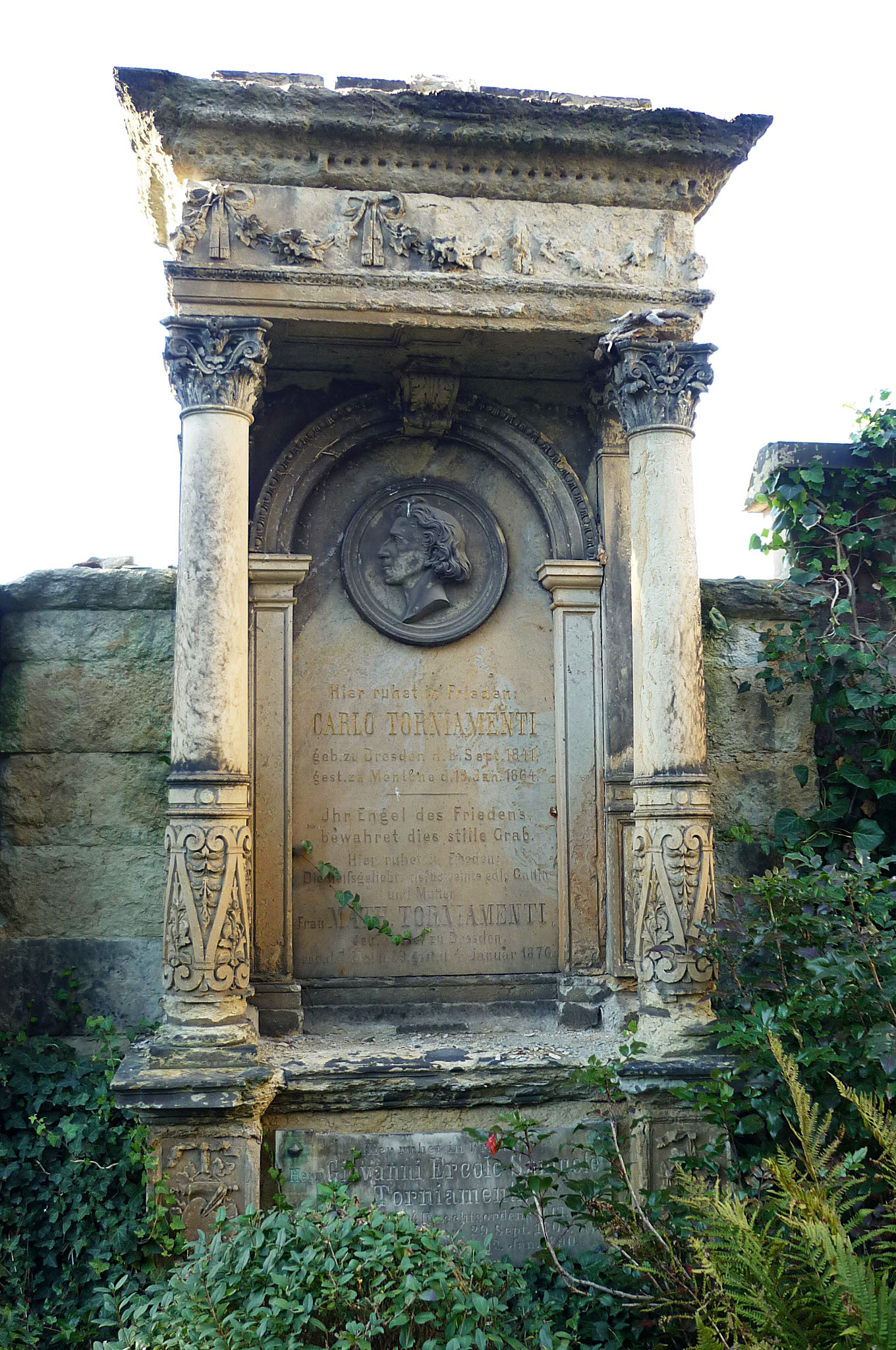
Grabmal von Carlo Torniamenti und seinen Eltern auf dem Alten Katholischen Friedhof zu Dresden

Carlo Torniamenti (* 8. September 1841 in Dresden; † 19. Januar 1864 in Montone) war ein deutscher Landschaftsmaler der Düsseldorfer Schule.

## Leben
Torniamenti wurde als Sohn des aus Norditalien stammenden Gastwirts Giovanni Ercole Samuele Torniamenti (1803–1890) und seiner Frau Mathilda († 1876) in Dresden geboren. Der Vater war der erfolgreiche Pächter und Betreiber des Café Reale auf der Brühlschen Terrasse. Ein Porträt des Vaters von dem Maler Leon Pohle ist in der Galerie Neue Meister erhalten. Sein Etablissement, zu dessen Spezialitäten das Eisdessert Omelette surprise gehörte, war ein Treffpunkt vieler vornehmer Gäste, etwa von Richard Wagner, Carl Gustav Carus, Robert Schumann und Hans Christian Andersen. Carlo Torniamenti, sein Sohn, galt als hoffnungsvolles Malertalent. In den Jahren 1862/1863 studierte er an der Kunstakademie Düsseldorf in der Landschafterklasse von Oswald Achenbach. Anschließend begab er sich auf eine Studienreise nach Italien, auf der er im Januar 1864 verstarb. 
Auf dem Alten Katholischen Friedhof zu Dresden ließ ihm der Vater, der sich bald darauf ins Privatleben zurückzog, ein aufwendiges Grabmal errichten, das in einem Medaillon als Reliefbüste ein Seitenprofil des verstorbenen Künstlers zeigt. Zur Erinnerung an seinen Sohn errichtete der Vater 1869 die Torniamenti-Stiftung, die durch die Kunstakademie Dresden bis 1929 Stipendien an Künstler vergab, etwa an die Bildhauer Edmund Moeller und August Schreitmüller sowie die Maler Georg Estler und Peter August Böckstiegel.